# Navacelles
Navacelles ist eine französische Gemeinde mit 307 Einwohnern (Stand: 1. Januar 2022) im Département Gard der Region Okzitanien. Navacelles gehört zum Arrondissement Alès und zum Kanton Rousson (bis 2015: Kanton Saint-Ambroix). 

## Geografie
Navacelles liegt etwa 13 Kilometer ostnordöstlich von Alès. Durch die Gemeinde fließt der Eyguires. Umgeben wird Navacelles von den Nachbargemeinden Allègre-les-Fumades im Norden, Bouquet im Osten, Brouzet-lès-Alès im Süden und Südosten, Les Plans im Südwesten sowie Servas im Nordwesten.

## Bevölkerungsentwicklung
| Jahr                       | 1962 | 1968 | 1975 | 1982 | 1990 | 1999 | 2006 | 2017 |
| Einwohner                  | 253  | 230  | 220  | 204  | 190  | 243  | 247  | 325  |
| Quellen: Cassini und INSEE |      |      |      |      |      |      |      |      |

## Sehenswürdigkeiten
- Kirche Saint-Nazaire aus dem 11. Jahrhundert, Monument historique seit 1978
- Pfarrhaus
- Schloss aus dem 16./17. Jahrhundert, seit 1978 Monument historique
- römische Ruinen